# 20a edició dels Premis Sant Jordi de Cinematografia
La 20a edició dels Premis Sant Jordi de Cinematografia (aleshores oficialment Premios San Jorge) va tenir lloc el 24 d'abril de 1976, patrocinada pel "Cine Forum" de RNE a Barcelona dirigit per Esteve Bassols Montserrat i Jordi Torras i Comamala. Des d'aquest any l'edició és patrocinada per la Diputació de Barcelona.
L'entrega de premis va tenir lloc al Cine Alexandra, precedida d'un sopar presidit pel delegat provincial d'informació i turisme Luis Fernández Madrid, el director de RNE i TVE a Barcelona Jorge Arandes i Teresa Salisachs, esposa de Joan Antoni Samaranch i Torelló. A l'entrega hi van assistir Ovidi Montllor, Amparo Soler Leal, Concha Velasco i Mònica Radall. En acabar es va projectar la pel·lícula Roma de Federico Fellini.

## Premis Sant Jordi
| Categoria                          | Premiat              | Labor premiada                     |
| ---------------------------------- | -------------------- | ---------------------------------- |
| Millor pel·lícula espanyola        | Furtivos             | Pel·lícula                         |
| Millor pel·lícula estrangera       | La caduta degli dei  | Luchino Visconti                   |
| Millor interpretació espanyola     | Lola Gaos            | Furtivos                           |
| Millor interpretació estrangera    | Dirk Bogarde         | King & Country La caduta degli dei |
| Millor pel·lícula infantil         | Simbad el marino     | Gordon Hessler                     |
| Millor curtmetratge                | La isla              |                                    |
| Menció a la millor sala exhibidora | Cine Alexandra       | -                                  |
| Premi a la millor sala especial    | Sala Moratín         | -                                  |
| Premi Especial del Jurat           | Pier Paolo Passolini | -                                  |